# Jean-Denis Garon
Jean-Denis Garon, né le 1er novembre 1982, est un économiste, professeur universitaire, chroniqueur et homme politique canadien, élu député de Mirabel à la Chambre des communes sous la bannière du Bloc québécois lors des élections fédérales du 20 septembre 2021.

## Biographie
Né le 1er novembre 1982 et originaire du Saguenay Lac-st-Jean, Jean-Denis Garon grandit dans le Nord-du-Québec,.

### Études
Jean-Denis Garon obtient en 2005 son baccalauréat en sciences économiques à l'École des sciences de la gestion de l'Université du Québec à Montréal où, dix mois plus tard, il complète sa maîtrise dans le même domaine. En 2007, il commence un doctorat en sciences économiques avec spécialisation en fiscalité, économie du secteur public et fédéralisme fiscal à l'Université Queen's qu'il complétera en 2012.

### Carrière professionnelle
Jean-Denis Garon commence sa carrière d'enseignant au début de 2007 au Cégep André-Laurendeau avant d'accepter un poste d'économiste pour le ministère des Finances du Québec la même année. Toujours en 2007, il co-écrit le livre Le Prédateur et l'imposteur sur la gestion économique des libéraux de Jean Chrétien et Paul Martin avec Alain Therrien, qui deviendra député d'abord à l'Assemblée nationale du Québec et ensuite à la Chambre des communes du Canada.
En 2009, il se retrouve à l'Assemblée nationale du Québec où il travaille pendant sept mois comme conseiller du député péquiste François Rebello, alors porte-parole de l'opposition officielle en matière de Travail.
De 2009 à 2012, il enseigne à l'Université Queen's à Kingston en Ontario. En 2012, il poursuit en enseignement comme professeur d’économie à l'École des sciences de la gestion de l'Université du Québec à Montréal, où il dirige présentement le programme de baccalauréat en gestion publique.
Entretemps, Garon se fait connaître comme chroniqueur et commentateur économique au Journal de Montréal, à TVA, LCN, CKOI, FM93, QUB radio et dans plusieurs autres médias.
Depuis 2016, il est également chercheur principal au Centre interuniversitaire de recherche en analyse des organisations (CIRANO) où il en devient le vice-président au transfert des connaissances le 1er novembre 2020.
Les finances publiques, la taxation, les pensions, la sécurité sociale et le fédéralisme fiscal figurent parmi ses champs d'expertise.

### Carrière politique
En février 2021, Jean-Denis Garon annonce son intention de briguer l’investiture du Bloc québécois dans la circonscription de Mirabel,. Seul candidat en lice, il est investi un mois plus tard avec l'appui du député bloquiste sortant Simon Marcil qui quitte à la suite de problèmes de santé malgré les 51 % des voix obtenues lors de la précédente élection. Le 20 septembre 2021, il est élu député de Mirabel à la Chambre des communes avec plus de 46 % des voix et peu de temps après, il devient porte-parole du Bloc québécois en matière de Revenu national et Finance durable.
Un peu plus d'un an après son élection, Mario Dumont décerne à Jean-Denis Garon le méritas de « Recrue de l’année » en politique fédérale, notamment pour avoir exposé le mauvais traitement du français sur la colline parlementaire à Ottawa. En 2023, Jean-Denis Garon se taille la réputation d'être un redoutable adversaire du gouvernement libéral de Justin Trudeau et son travail parlementaire est salué sur les ondes du 98.5 FM après avoir remis les pendules à l'heure sur la taxe carbone et sa non-application au Québec, contrairement au discours tenu par le Parti conservateur du Canada.
Le 17 mars 2022, Garon initie une vaste campagne de mobilisation citoyenne, dont le lancement d'une pétition, le tournage de vidéos de sensibilisation avec des aînés et l'utilisation du mot clique #FeuVertProjetSM sur les réseaux sociaux, afin de convaincre le ministre fédéral des Transports, Omar Alghabra, de lever une servitude qui empêche la construction du Projet Synergie Mirabel, résidence pour personnes âgées à Sainte-Scholastique. Quelques mois plus tard, après plusieurs démarches politiques et rencontres du député Garon avec le ministre, les aînés et toute la communauté de Sainte-Scholastique crient victoire lorsque celui-ci accepte enfin de lever la servitude de non-construction.
Le 16 juin 2022, Jean-Denis Garon dépose le projet de loi C-290, Loi modifiant la Loi sur la protection des fonctionnaires divulgateurs d’actes répréhensibles et apportant une modification corrélative à la Loi sur les conflits d’intérêts. Le projet de loi a pour but d'inscrire dans la loi une protection adéquate des lanceurs d'alerte victimes de représailles dans la fonction publique fédérale, qui figure parmi les pire au monde. Le 31 janvier 2024, le Whistleblowing International Network (WIN), réseau international de lanceurs d'alerte, vient en appui à C-290 et lors d'un vote historique ralliant unanimement tous les partis à la Chambre des communes, le projet de loi est adopté en troisième lecture et renvoyé au Sénat. Le vote est salué comme une grande victoire pour les lanceurs d'alerte.
Le 20 janvier 2024, Jean-Denis Garon se porte à la défense du français après avoir été servi en anglais dans une succursale montréalaise de la Société des Alcools du Québec (SAQ). Il intervient alors sur ses médias sociaux pour décrier la situation et interpelle la SAQ. Peu de temps après, la direction de la SAQ remet ses employés à l’ordre pour leur rappeler que le « Bonjour, Hi » est banni dans cette société d’État tandis que Jean-François Roberge, ministre de la Langue française, soutient que « cet incident démontre qu'il faut faire preuve de vigilance ».
Le 25 janvier 2024, lors du caucus présessionnel du Bloc québécois tenu à Chicoutimi, Jean-Denis Garon devient porte-parole du parti à l’Industrie et à l'Entrepreneuriat, tout en maintenant les dossiers de la Finance durable et du Revenu national.
Lors du dépôt du budget fédéral le 16 avril 2024, Garon dénonce un budget d’ingérences dans les champs de compétence du Québec. « Cet exercice n’est pas un budget, c’est la plateforme électorale des libéraux. Ce n’est pas un plan de redressement de l’économie canadienne, c’est au mieux un plan de redressement des sondages faméliques de Justin Trudeau », déclare-t-il. Il dénonce, entre autres, l’imposition au Québec et aux municipalités de priorités fédérales en matière de logement, l’imposition de conditions en infrastructures sous menace de priver les provinces des fonds et l’imposition de conditions à Hydro-Québec pour l’obtention d’un crédit d’impôt.
Le 30 août 2024, Jean-Denis Garon annonce qu'il ne sollicitera pas un second mandat pour des raisons familiales. « C’est sûr que, des fois, ça crève le cœur de se faire demander pourquoi tu pars, reconnaît-il. Mais le plus fondamental, c’est que je suis souverainiste. Je pense qu’il y a de grandes choses qui s’en viennent. Je pense qu’on n’est pas obligé d’être nécessairement député pour être militant. Puis je vais vouloir assister aux premières années du petit. C’est vraiment important pour moi ». Comme motif de son départ, Jean-Denis Garon rappelle aussi les défis qu'une carrière politique impose au conjoint ou à la conjointe d'un élu, qui doit bien souvent sacrifier sa carrière pour s'occuper de l'enfant. Le 15 janvier 2025, il se ravise et décide de briguer un deuxième mandat dans la circonscription de Mirabel.
Le 28 avril 2025, Jean-Denis Garon est réélu dans la circonscription de Mirabel avec une majorité de plus de 3 000 voix. Le 27 mai suivant, il devient porte-parole du Bloc québécois en matière de finances, revenu national et aéronautique. 

## Publications
- Jean-Denis Garon et Alain Therrien, Le Prédateur et l'imposteur. La Politique économique selon Jean Chrétien et Paul Martin, Montréal, Éditions Michel Brulé, 2007, 260 p. (ISBN 978-2894853948)